# Alexandre Padilha
Alexandre Rocha Santos Padilha (São Paulo, 14 de septiembre de 1971) es un médico de enfermedades infecciosas y político brasileño. Fue Ministro de Salud de Brasil entre 2011 y 2014.

## Carrera
Se licenció en Medicina en la Universidad Estatal de Campinas, fue coordinador del Directorio Central de Estudiantes de la Universidad y miembro del Directorio del Partido de los Trabajadores del Estado de São Paulo entre 1991 y 1993 y fue miembro de la coordinación nacional de las campañas del presidente Lula da Silva, 1989 y 1994.
Asumió el cargo de ministro de la Secretaría de Relaciones Institucionales (SRI) en lugar de José Mucio Monteiro, quien fue nombrado por el entonces presidente Lula por vacante en el Tribunal de Cuentas de la Unión (TCU). Antes de asumir el cargo, él era el jefe adjunto de Asuntos Federativos de la Secretaría.
Fue nombrado Ministro de Salud por la presidenta Dilma Rousseff para reemplazar a José Gomes Temporão, quien ocupó el cargo en el gobierno de Lula. Su sustituto en el SRI fue el ministro Luiz Sérgio.
Entre 2015 y 2017 fue Secretario de Salud de la ciudad de São Paulo.